# Zalaszentmárton, Zala
Zalaszentmárton  este un sat în districtul Keszthely, județul Zala, Ungaria, având o populație de 73 de locuitori (2011). 

## Demografie
Componența etnică a satului Zalaszentmárton
     Maghiari (94,92%)
     Romi (5,08%)
Componența confesională a satului Zalaszentmárton
     Romano-catolici (53,42%)
     Fără religie (16,44%)
     Necunoscută (30,14%)
Conform recensământului din 2011, satul Zalaszentmárton avea 73 de locuitori. Din punct de vedere etnic, majoritatea locuitorilor (94,92%) erau maghiari, cu o minoritate de romi (5,08%).  Din punct de vedere confesional, majoritatea locuitorilor (53,42%) erau romano-catolici, cu o minoritate de persoane fără religie (16,44%). Pentru 30,14% din locuitori nu este cunoscută apartenența confesională.